# Iryna Ilyashenko
Iryna Ilyashenko é uma treinadora ucraniana de ginástica artística, representante do Brasil. Após a saída do compatriota Oleg Ostapenko, Iryna assumiu os treinamentos da equipe nacional.